# 夏斯利夫卡 (多馬尼夫卡區)
47°48′27″N 30°56′17″E / 47.80750°N 30.93806°E
夏斯利夫卡（烏克蘭語：Щасливка），是烏克蘭南部的村莊，隸屬尼古拉耶夫州的沃茲涅先斯克區。該村始建於1890年，面積1.23平方公里，海拔高度62米，2001年人口550，人口密度每平方公里447.5人。